# Šeng od Chua
Kralj Šeng od Chua (楚聲王; Chǔ Shēng Wáng) bio je kineski kralj iz kuće Mi, a vladao je drevnim Chuom. Njegovo ime za života bilo je Xióng Dāng (熊當); Dāng je osobno ime.
Bio je sin i nasljednik Jiǎna od Chua te unuk Huìja od Chua.
402. prije nove ere neki su banditi ubili Šenga te ga je naslijedio njegov sin Yí, kralj Dao od Chua.
Šeng je bio predak kineskog cara Yija od Chua.